# Кордишів

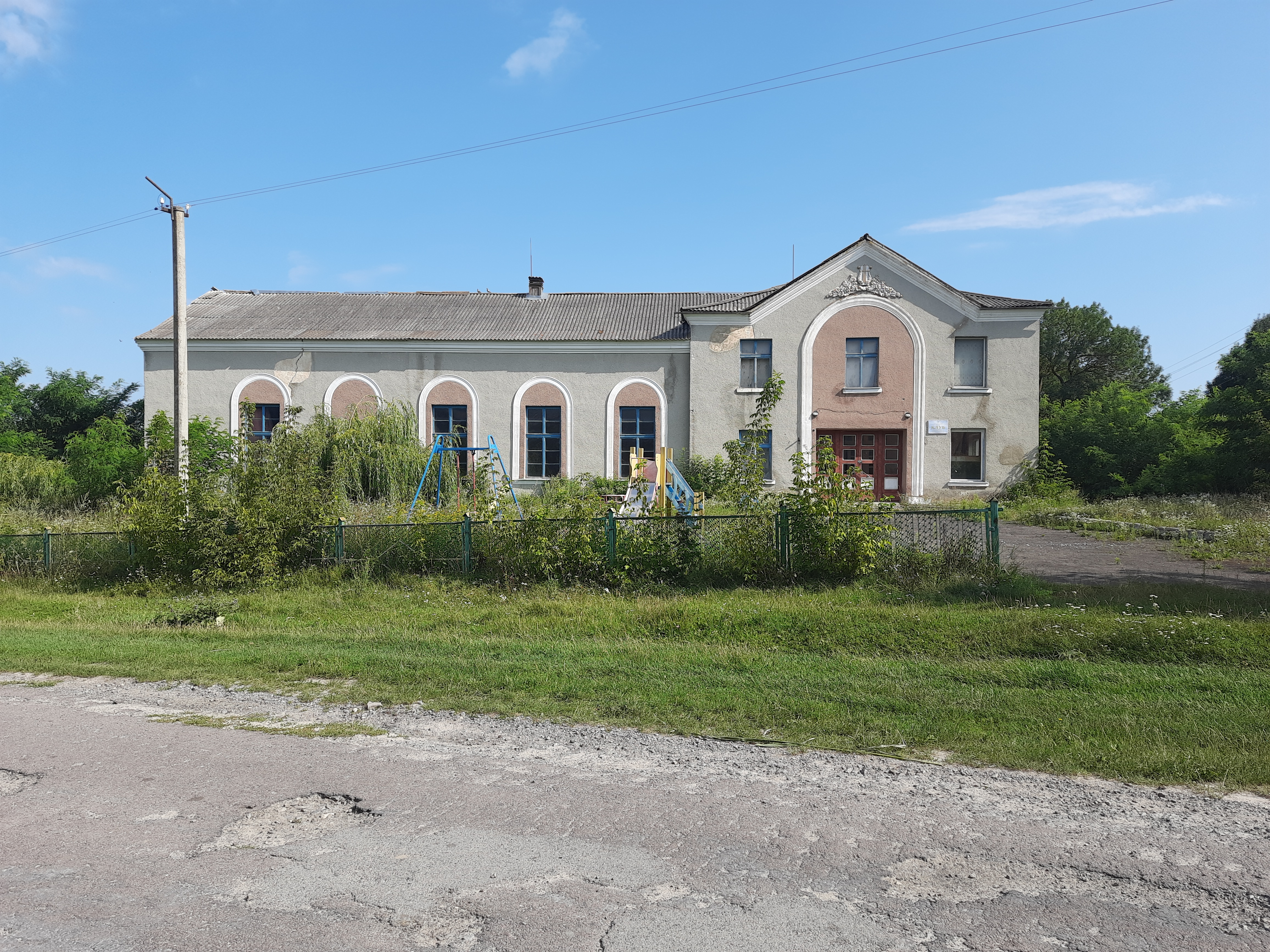
Будинок культури

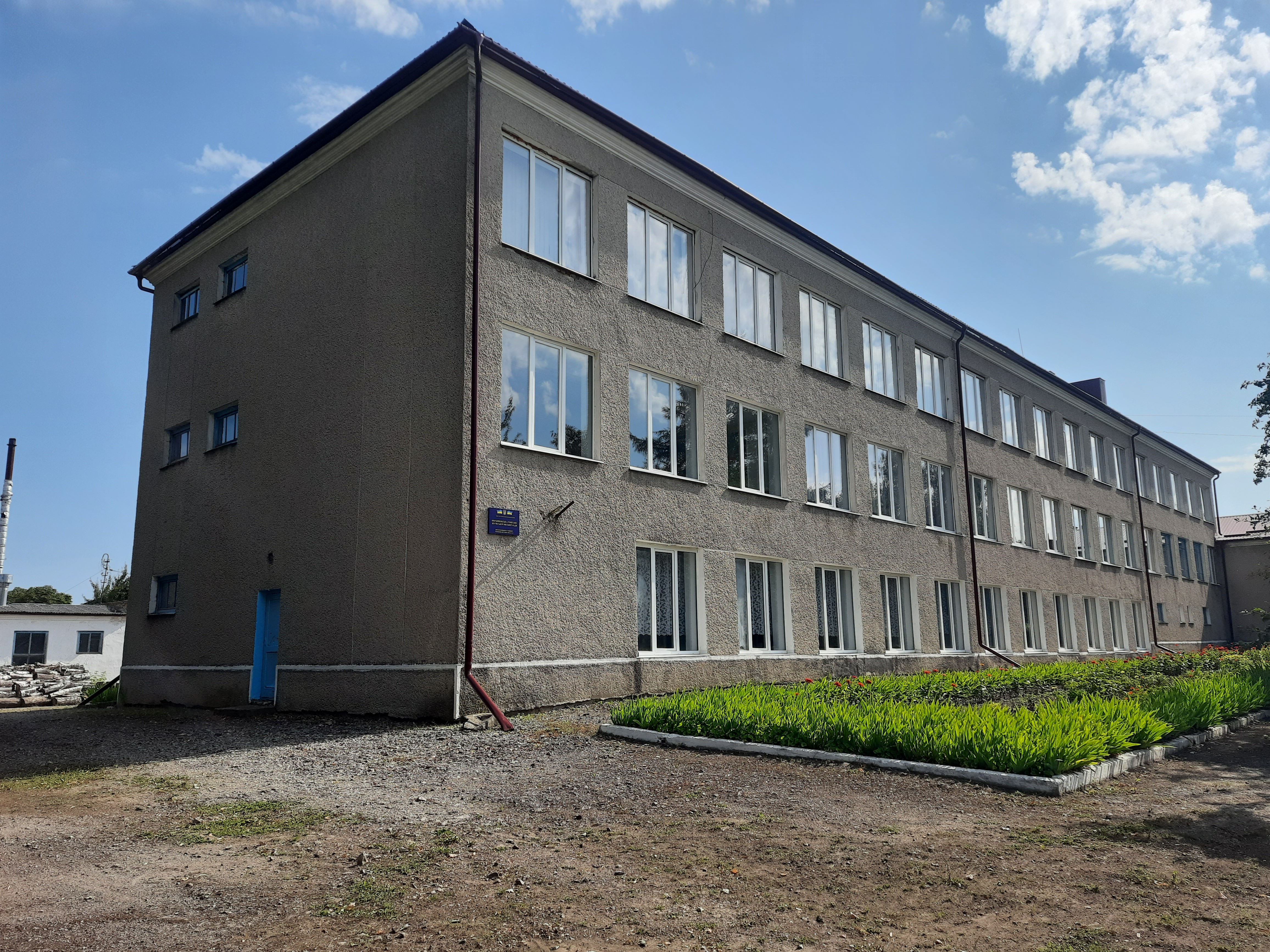
Школа

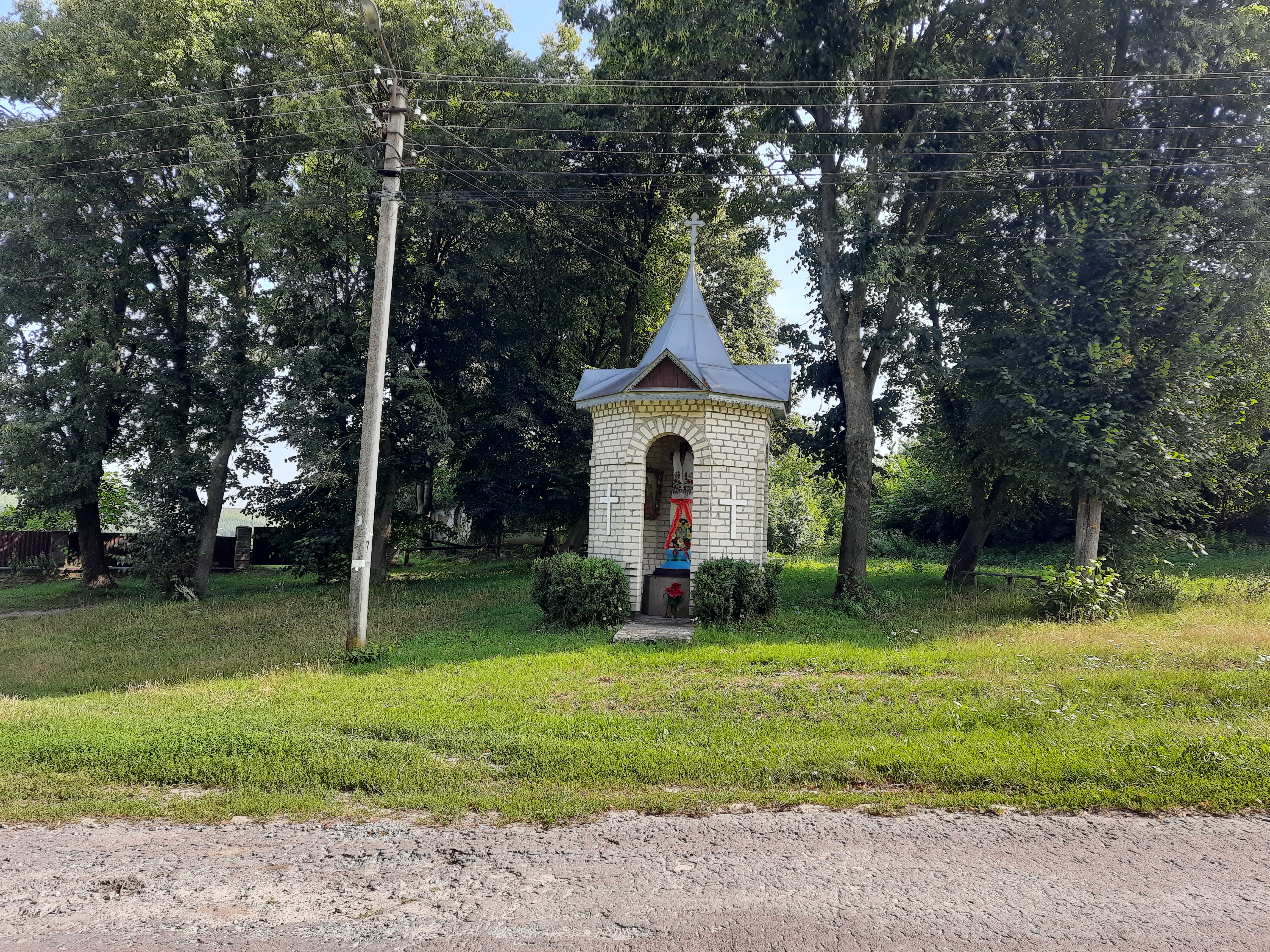
Капличка

Ко́рдишів — село в Україні, у Шумській міській громаді Кременецького району Тернопільської області. Розташоване на річці Вілія, на сході району. 
Населення — 485 осіб (2016).

## Історія
Історія населеного пункту бере початок із часів пізнього палеоліту, підтвердженням цього є археологічні стоянки Кордишів IV та Кордишів V, які датовані 10 тисяч років тому. Територія села була заселена в період бронзової та залізної доби та представлена племенами тшинецько-комарівської культури, що є характерною для Волині в цей період. Наприкінці IX-початку VII століть до н. е. на територію села поширилась культура могилянської групи скіфського періоду, для якої було характерними житла землянкового типу у вигляді квадрату із вогнищем або пічкою. Асортимент посуду представлений керамічними горщиками із монументальним орнаментом та простими мисками. Жителі займалися землеробством та осілим скотарством. Влітку 2014 року тернопільські археологи знайшли давні поховання під час археологічних розкопок поблизу села.
У період становлення Київської Русі на території сучасного Кордишева проживали племена волинян, які вели осілий спосіб життя та брали активну участь військових походах князя Олега у 907 році на Візантію. В період роздробленості Русі-України територія села входила до складу окремого Шумського князівства до 1157 року До сьогодні збереглися археологічні знахідки невеличкого городища русичів в урочищі Замчище, яке було укріплена частоколом та підсилене природними перепонами — річками Вілія та Шупінька, що протікають через село. Близькість до Шумська сприяла активному розвитку села, яке знаходилось на перетині торговельних шляхів. У Шумську формувалися торговельні каравани із товарами, що рухались в Європу та на Схід. Населення у XII ст. окрім землеробства активно займалося ремеслом, бортництвом, оскільки виконувало замовлення князівсько-боярської групи та дружинників шумського князя. У 1227 році територія села входить до складу удільного князівства Святослава Шумського. В період Галицько-Волинської держави місцевість навколо села, як і вся Шумщина, належать князю Інгварду Ярославовичу, який є найвідомішим правителем Погорини.
Негативно позначилась на розвитку населеного пункту монголо-татарська навала першої половини XIII ст., яка спричинила занепад торговельно-економічних зв'язків та послабила політичні позиції шумських князів. Звільнення від монгольського панування литовським князем Ольгердом у 1362 році нормалізувало життя в регіоні, однак у XIV ст. Шумське князівство втрачає самостійність, переходить у власність Любарта Гедиміновича — луцького князя. У 1452 р. Волинь остаточно входить до складу Великого князівства Литовського.
Перша письмова згадка про село датована 1443 або 1447 роком у «Записках земельних дач польського короля Казимира», що входило до складу Борецької волості Кременецького повіту.
У 1513 році село переходить у особисту власність Богуша Боговитинського підскарбія та писаря Литовського, дружиною якого була шляхтинка Федора з магнатського роду Сангушків, що володіли значними угіддями на Волині та Поділлі.
У 1527 року Шумськ із Кордишевом переходять у власність синів Боговитин. У 1563 року власником землі навколо села був князь Григорій Подгорський.
Протягом XVI-XVII ст. територія села неодноразово ставала ареною турецько-татарських набігів, зокрема у 1577 році татари пройшли через Кордишів у напрямку Польщі та спалили Мізюринці, Шумськ та Іловицю.
5 січня 1596 року власник містечка Рохманів Вацлав Боговитин-Шумбарський в борговій угоді передає село разом із іншими населеними пунктами громади своїй дружині Софії Чарторийській, які після її смерті перейшли до її племінників Єжи та Міхала Чарторийських, які передали згодом їх у власність князеві Михаїлу Вишнивецькому у 1605 році.
У 1613 році населений пункт згадується у архівних джерелах Луцького Домініканського монастиря в якості заставленого майна.
Після смерті Михаїла Вишнівецького територія перейшла у власність їх сина Яреми Вишнивецького, воєводи Руського. Управителем навколишніх сіл став дідич Александр Ушак-Куліковський.
У 1648 році в період національно-визвольної війни територією села ймовірно проходили козацькі війська під проводом Максима Кривоноса, а в 1675 та 1676 роках її спустошили турки й татари.
У 1725 році землі села разом із значними спадковими територіями переходять у власність Михаїла Казиміра Радзивіла, одного із найвпливовіших литовських магнатів Речі Посполитої.
Після третього поділу Речі Посполитої 1795 року територія Шумщини разом з усіма прилеглими селами входить до складу Волинської губернії Російської імперії. Повітовим центром стає місто Кременець.
У 1799 році в документах зазначається, що у селі знаходилось 84 дими (будинки). У 1822—1834 роках власником села був пан Раєвський, який продав його полковнику Павлу Ситнікову.
Згідно Першого загального перепису населення у 1897 році кількість жителів становила 786 осіб. У селі знаходився православний храм, млин та школа. Пожежа 1904 року знищила частину дворів та водяний млин і завдала значних збитків мешканцям села.
У ніч з 24 на 25 серпня 1908 року було пограбовано сільський храм на суму 10000 рублів.
У 1911 році мешканцями Кордишева було отримано дозвіл Волинської Духовної Консисторії на будівництво нової Покровської церкви, якою опікувався священник Андроник Рудецький.
З 1914 року в селі існувало Кредитне товариство, як свідчення активного розвитку кооперативного руху в регіоні.
Після Першої світової війни село перейшло до складу Речі Посполитої в складі Шумської гмінни Кременецького повіту. Згідно результатів Першого польського перепису у 1921 р. населення Кордишева становило 855 осіб. У результаті політики «осадництва» кращі землі на території села були відведені для польських колоністів.
Перед початком Другої світової війни в селі функціонував магазин та діяла однокласна школа, було відкрите товариство «Просвіта» та кооператив «Каса споживча», у приміщені якого сьогодні знаходиться сільська рада.
На 1936 рік село входило до ґміни Шумськ Кременецького повіту.
Згідно пакту Молотова-Рібентропа Кордишів входив до складу новоутвореного Шумського району. У 1940 році примусово був утворений колгосп «Червона зірка».
3 липня 1941 році у село увійшли німецькі гарнізони. Нацистська окупація супроводжувалась терором та свавіллям зі сторони загарбників. Багатьох юнаків та дівчат було вивезено на примусові роботи у Німеччину. Кордишівські євреї були переселені у шумське гетто та незабаром розстріляні у 1942 році. На радянсько-німецькому фронті воювало 89 односельчан, 41 із них загинув або зник безвісти.
Багато односельчан воювало в складі ОУН та «УПА-Південь» в складі гарнізону «Крука». Кілька боїв упівців з німцями відбулося влітку 1943 році в «П'яній долині», поблизу села. Восени 1943 року угорський загін провів каральну акцію проти мирного населення на хуторах поблизу Кордишева та Кругольця. У 1944 році на територію населеного пункту увійшла «радянська влада». 13 травня 1944 року свій останній бій курінний «Кропива» Василь Процюк (уродженець Львівщини) провів із військами НКВС. 1945 року почалась післявоєнна відбудова, яка супроводжувалась репресіями та насильною колективізацією.
У 1948 році відновив свою роботу колгосп «Червона зірка», який до 1978 року нарощував виробничу потужність та покращував свій автопарк.
1944 року продовжила свою роботу чотирирічна школа, а у 1948—1949 роках була реорганізована у семирічну. 1 вересня 1975 року було здано в експлуатацію приміщення нового навчального закладу, який 2004 року було реорганізовано у Кордишівський навчально-виховний комплекс.
12 червня 2020 року, відповідно до розпорядження Кабінету Міністрів України № 724-р «Про визначення адміністративних центрів та затвердження територій територіальних громад Тернопільської області» село увійшло до складу Шумської міської громади.
19 липня 2020 року, в результаті адміністративно-територіальної реформи та ліквідації Шумського району, село увійшло до складу Кременецького району.

## Населення

### Мова
Розподіл населення за рідною мовою за даними перепису 2001 року:
| Мова            | Кількість | Відсоток |
| --------------- | --------- | -------- |
| українська      | 553       | 99.64%   |
| румунська       | 1         | 0.18%    |
| інші/не вказали | 1         | 0.18%    |
| Усього          | 555       | 100%     |

## Символіка
Символіка затверджена 3 квітня 2013 року рішенням № 206 XVIII сесії сільської ради VI скликання.
Автор — С. Ткачов.

### Герб
На лазуровому полі срібна десниця Іоанна Хрестителя в стовп. На червоній главі, відділеній срібною вигнутою нитяною балкою, що закінчується стрілами, два срібних уширених хрести в кутках. Щит розміщений на золотому картуші, верхня половина якого еклектична, а нижня утворена з колосків, унизу якого на золотій стрічці чорними літерами — «Кордишів», під стрічкою чорні цифри 1513. Щит увінчаний золотою сільською короною.
Балка з стрілками — не лише стилізована частина герба Кордишів, а й річка Вілія, і шлях з минулого в майбутнє. Десниця — знак чудотворної ікони Іоана Хрестителя, яка зберігається у місцевій церкві. Уширені хрести — символ Волині.

### Прапор
У центрі білого квадратного полотнища синій квадрат (1/2 від довжини прапора), на квадраті біла десниця Іоана Хрестителя. Від кутів синього квадрата до вершин прапора йдуть червоні квадрати з білими уширеними хрестами.

## Пам'ятки

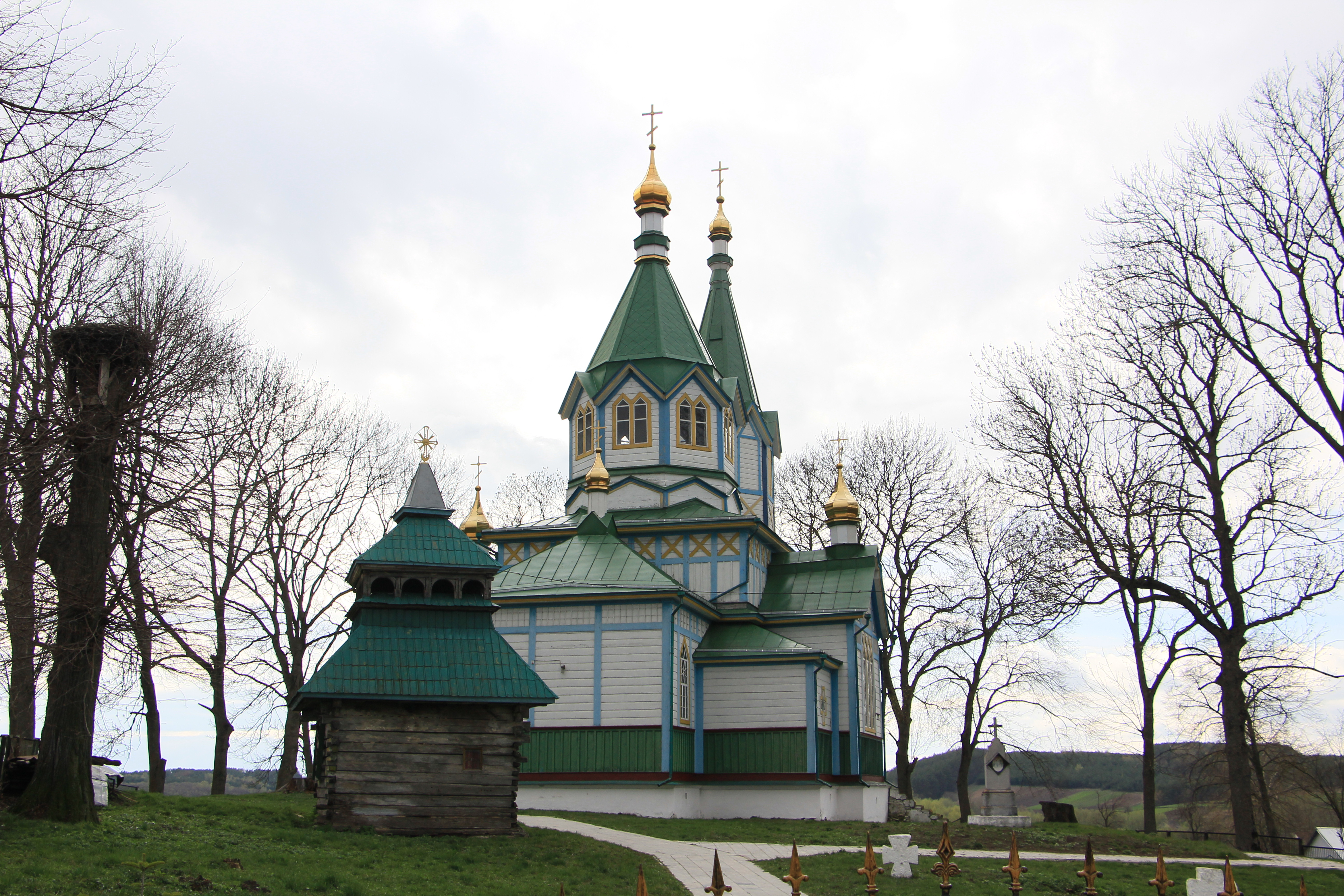
Дерев'яна церква

- Церква Покрови Пресвятої Богородиці із чудотворною іконою Іоана Хрестителя (1913), при церкві є дзвіниця (1730).
- Встановлено 3 козацькі хрести.
- Споруджено пам'ятник полеглим у німецько-радянській війні воїнам-односельцям (1973).

## Соціальна сфера
Працюють Православна Церква України — храм Покрови Пресвятої Богородиці, загальноосвітня школа І-ІІ ступенів [Архівовано 24 лютого 2020 у Wayback Machine.], клуб, бібліотека, ФАП, відділення зв'язку, торговельний заклад.

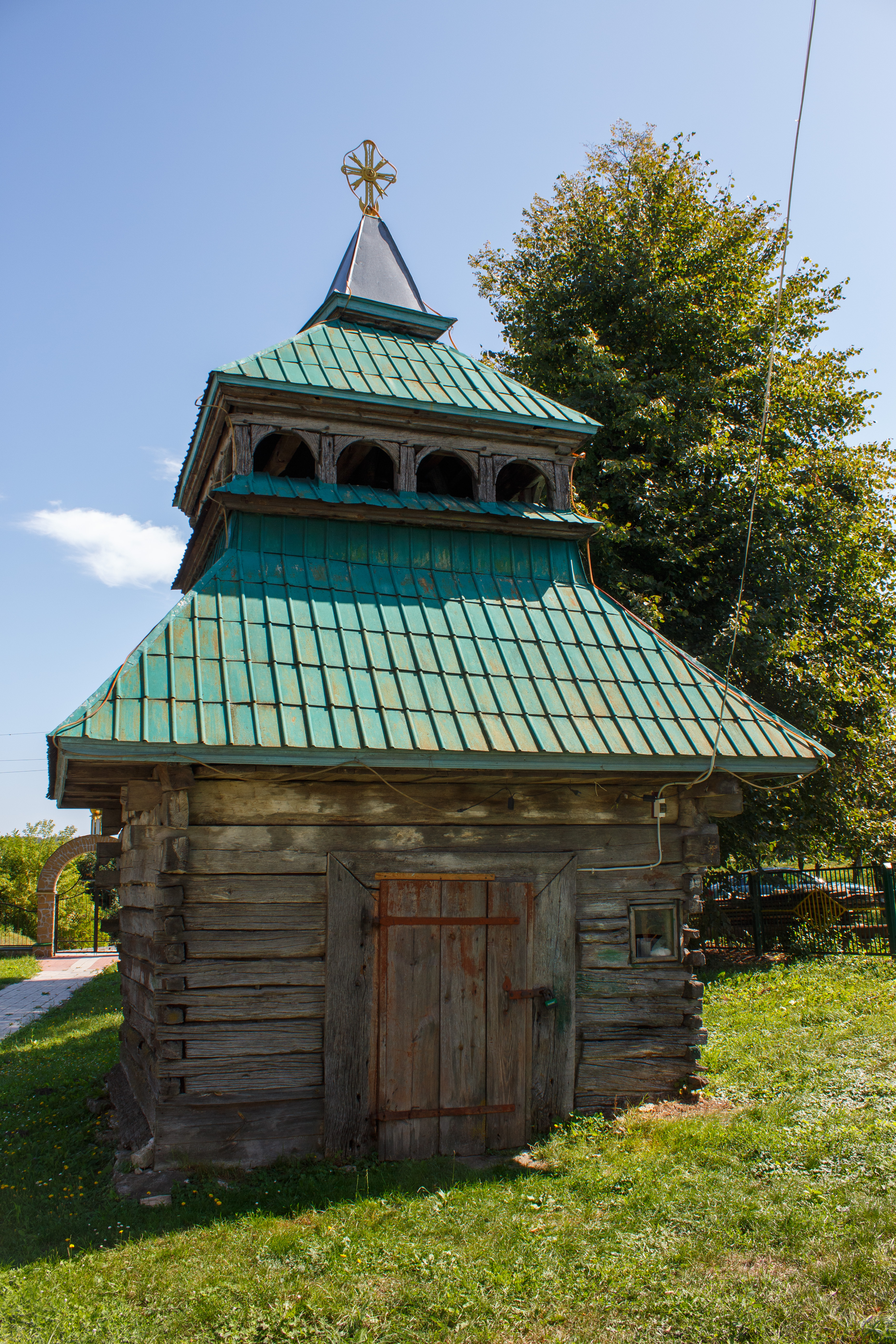
Дзвіниця Покровської церкви (дер.)

## Відомі люди

### Народилися
- професорка, поетка М. Братасюк-Патей,
- Гали́на Дацю́к — українська журналістка, громадська діячка[7].
- Вадим Липовий(1976-2023) — український військовослужбовець, учасник російсько-української війни[8].
- діяч культури і мистецтв Григорій Шергей,
- громадський діяч М. Шергей.

### Перебували
- Микита Бєляков (2003-2023) — український військовослужбовець, учасник російсько-української війни[9].

### Померли
- Процюк Василь Яронович (псевдо: «Кропива») — (* 1913, с. Городиловичі, Сокальський район, Львівщина — 13 червня 1944, с. Кордишів, Шумський район, Тернопільщина) — керівник штабу куреня «Крука» (Климишин Іван) (1943), організатор і керівник старшинської та підстаршинської шкіл на Шумщині, командир сотні, куреня, начальник штабу групи УПА-Південь (1943—1944).

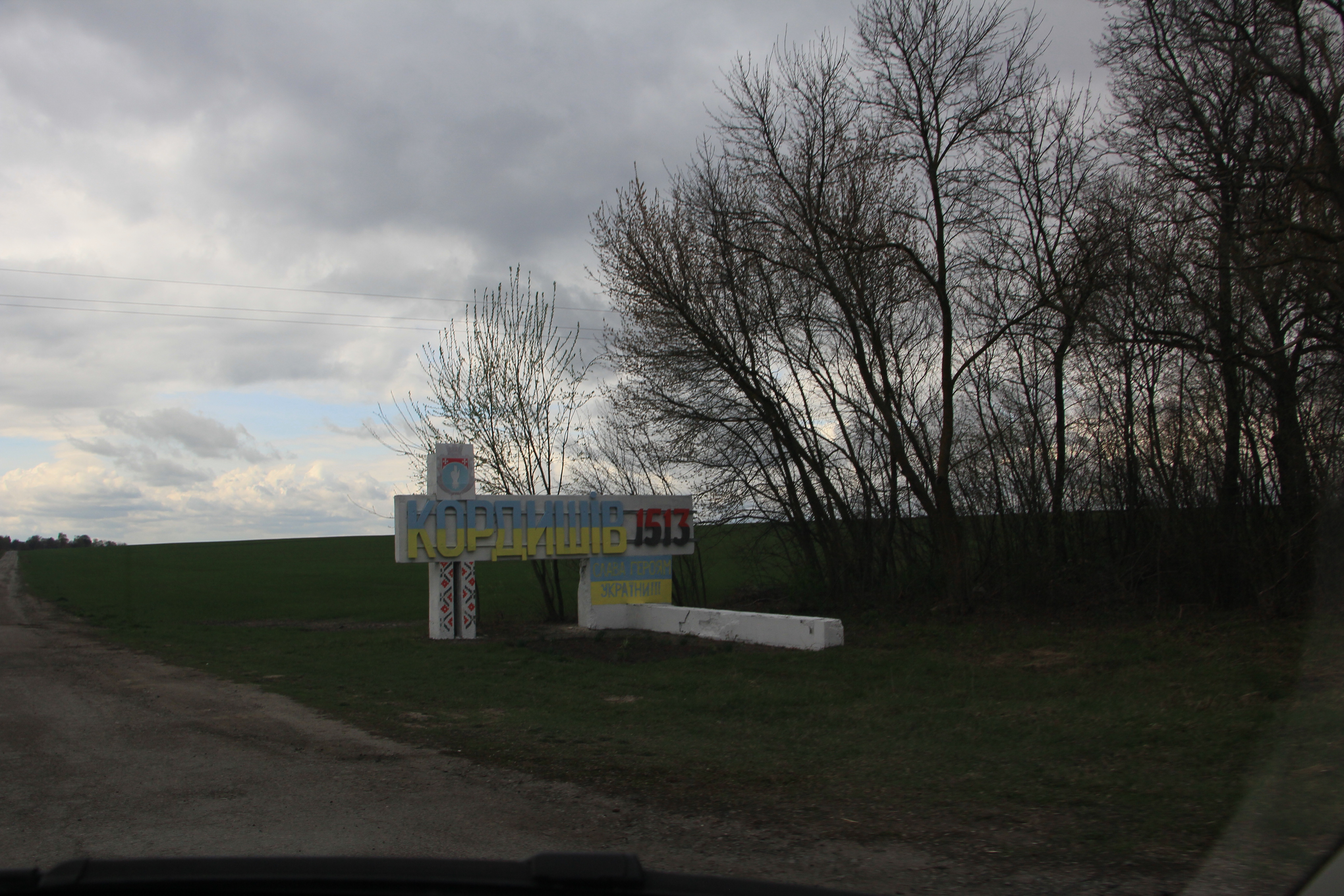
Знак на в'їзді в село
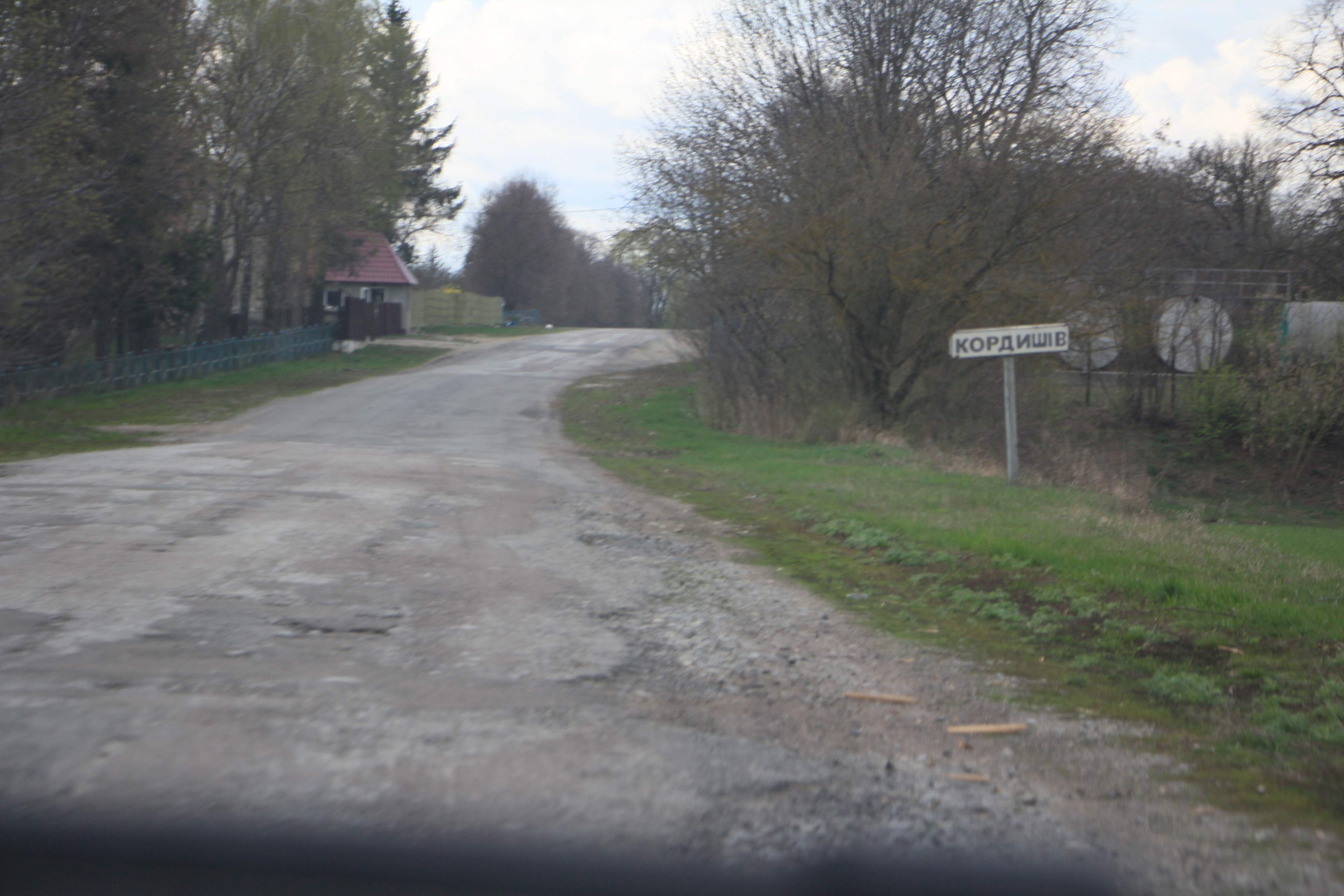
Дорожній знак
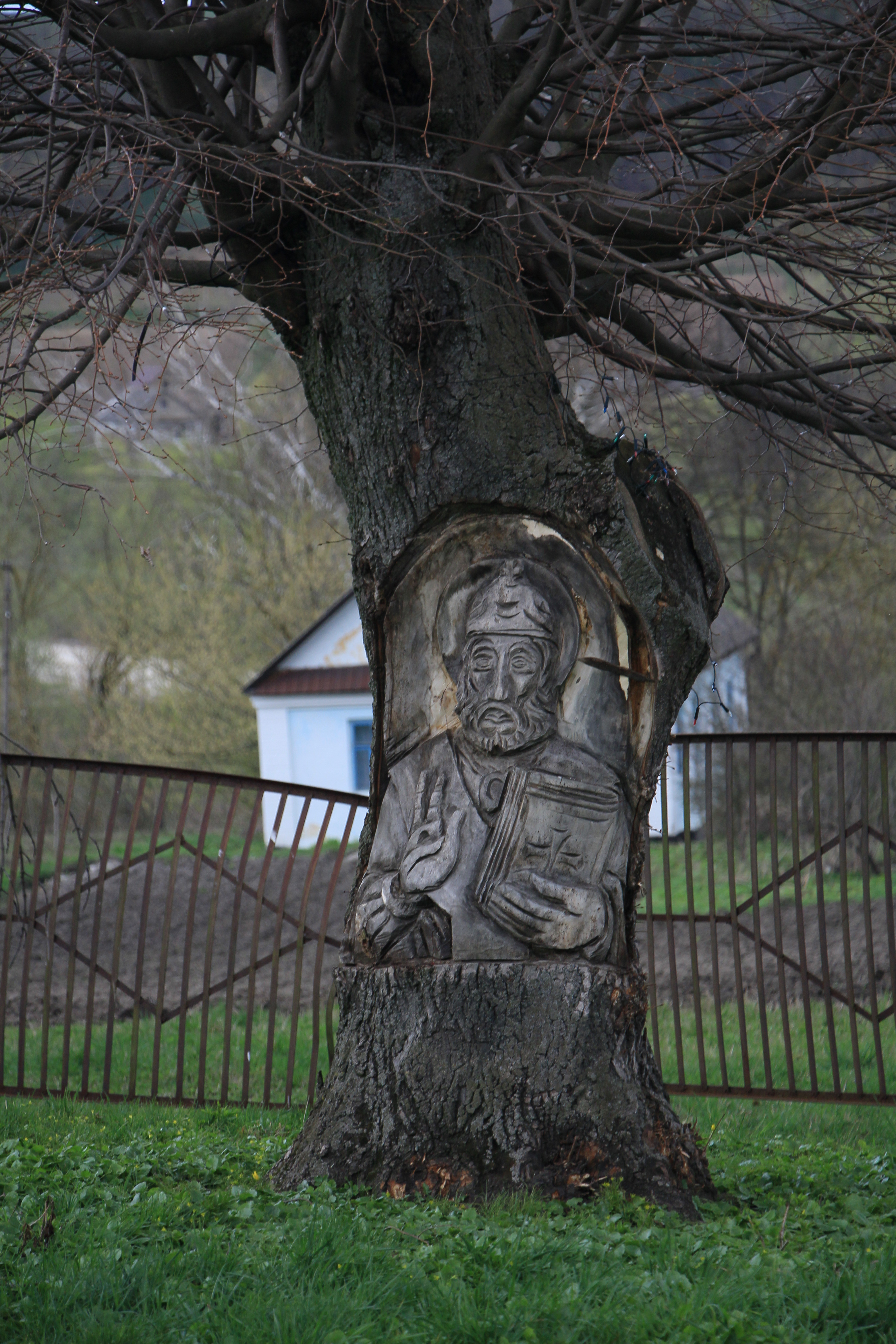
Ікона вирізьблена в дереві біля церкви в селі
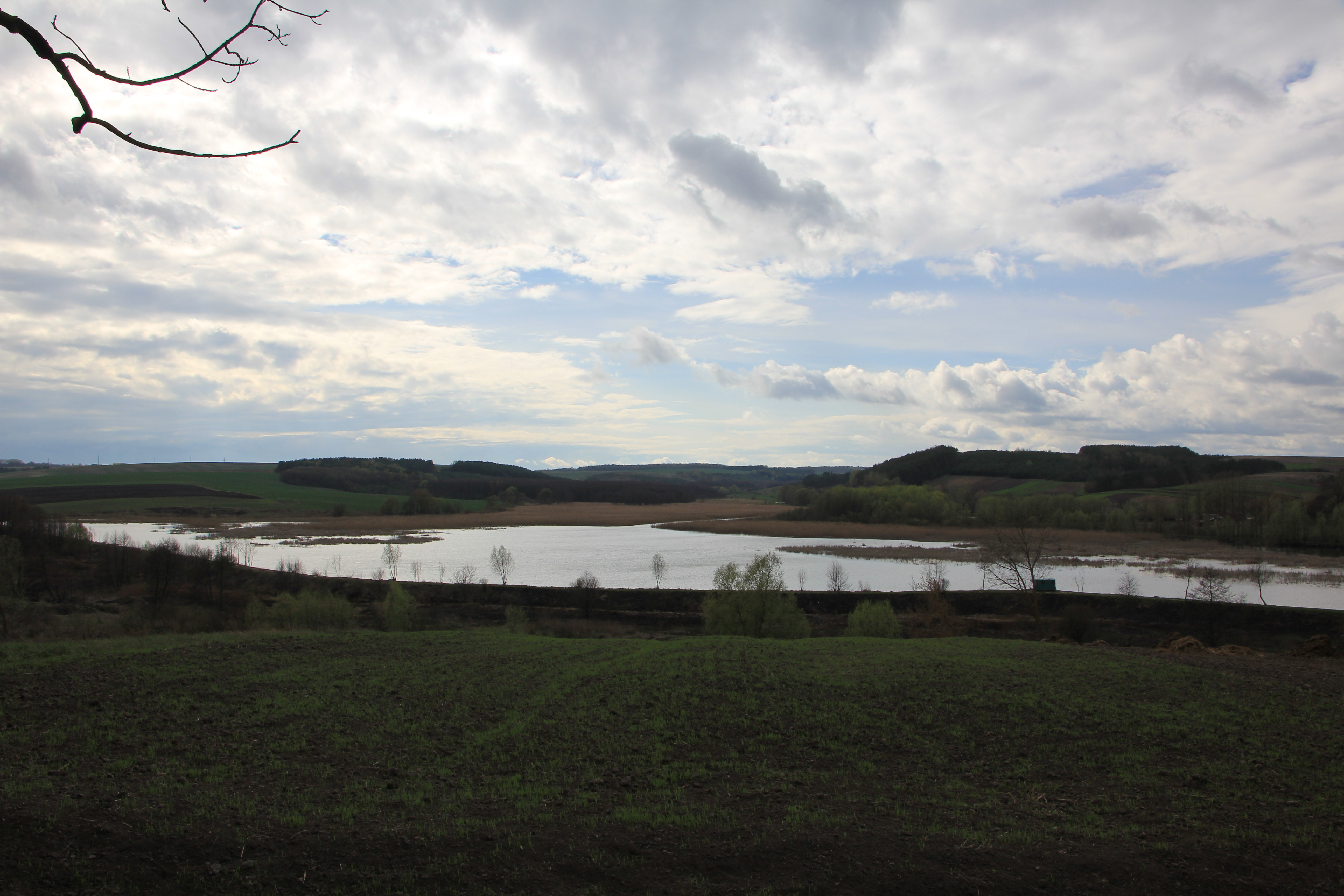
Краєвид з подвір'я церкви